# Juan sin miedo (película de 1938)
Juan sin miedo es una película de drama mexicana de 1938 dirigida por Juan José Segura, y protagonizada por Jorge Negrete y Juan Silveti. Esta película habla acerca del charro Juan Silveti y su hijo Juanito. El último desea convertirse en torero, pero su padre desea que se vaya a vivir a la ciudad para realizar sus estudios. Todo se descontrola cuando Juanito es inculpado por un asesinato que no cometió y debe escapar de la ciudad.

## Sinopsis
En un pueblo rural vive Juanito (Jorge Negrete), hijo del conocido charro Juan Silveti, también conocido como "Juan sin miedo". A pesar del intenso deseo de Juanito por convertirse en torero, su padre se niega a que siga esa carrera y que más bien se vaya a vivir a la ciudad para que pueda estudiar. Juanito también está enamorado de Amparo (María Luisa Zea), pero el padre de ella desaprueba la relación. Mientras tanto, habiendo decidido enviar a su hijo a la ciudad, Juan decide realizar una fiesta de despedida para este. Juanito, sin embargo, se escapa de la fiesta para darle una serenata a Amparo. El padre de Amparo lo encuentra, y ambos hombres comienzan a discutir fuertemente. En ese momento, un enemigo de Juan Silveti, Valentín (Emilio Fernández), asesina al padre de Amparo. Juanito es acusado del asesinato, por lo que huye del pueblo junto a su fiel amigo el "Canicas" (Armando Soto La Marina). Ambos irán a otros pueblos para que Juanito tenga éxito como torero, mientras que su padre buscará limpiar el nombre de su hijo.

## Reparto
| Actor                            | Personaje                   |
| -------------------------------- | --------------------------- |
| Juan Silveti                     | Juan Silveti/Juan Sin Miedo |
| Jorge Negrete                    | Juanito                     |
| María Luisa Zea                  | Amparo                      |
| Emilio Fernández                 | Valentín                    |
| Armando Soto La Marina "Chicote" | Canicas                     |
| María Porras                     | Tía Chita                   |
| Jorge Marrón                     | Don Pancho                  |

- Datos: Q106149464